# Холлис, Томас
Томас Холлис (англ. Thomas Hollis; 1659—1731) — британский предприниматель и меценат.
Успешный торговец, Холлис был исполнителем завещания своего дяди, завещавшего значительную сумму Гарвардскому колледжу — старейшему высшему учебному заведению в североамериканских колониях Великобритании. В 1721 году Холлис последовал его примеру, учредив в колледже именную профессуру богословия, старейшую именную профессуру на американском континенте. При этом, будучи кальвинистом, Холлис специально оговорил, что кафедра Холлисовского профессора богословия должна быть доступна и для приверженцев баптизма. В 1727 году Холлис учредил также именные кафедры математики и философии, он также передал в дар колледжу значительную библиотеку и представлявший немалую ценность наборный шрифт для печати на древнееврейском и древнегреческом языках.